# Shawn Kelley
Ne pas confondre avec Sean Kelly ni Shane Kelly.
Shawn Andrew Kelley (né le 26 avril 1984 à Louisville, Kentucky, États-Unis) est un lanceur de relève droitier des Nationals de Washington de la Ligue majeure de baseball. 

## Carrière

### Mariners de Seattle
Shawn Kelley est drafté au 13e tour par les Mariners de Seattle en 2007. Il débute avec l'équipe le 10 avril 2009. Lors de sa saison recrue, il lance 46 manches en 41 parties comme releveur, remportant 5 victoires contre 4 défaites. Il totalise 41 retraits sur des prises et présente une moyenne de points mérités de 4,50.
Utilisé dans 22 et 10 parties, respectivement, lors des saisons 2010 et 2011, il apparaît dans 47 matchs des Mariners en 2012, où il maintient une moyenne de points mérités de 3,25 en 44 manches et un tiers lancées, avec 45 retraits sur des prises.

### Yankees de New York
Le 13 février 2013, les Mariners échangent Kelley aux Yankees de New York contre Abraham Almonte, un voltigeur des ligues mineures. Sa moyenne de points mérités s'élève à 4,39 en 2013 à sa première année à New York, avec 4 victoires, 2 défaites et 71 retraits sur des prises en 53 manches et un tiers lancées.
En deux saisons à New York, Kelley apparaît dans 116 matchs des Yankees et remet une moyenne de points mérités de 4,46 avec 7 victoires, 8 défaites, ses 4 premiers sauvetages en carrière, et 138 retraits sur des prises en 105 manches lancées.

### Padres de San Diego
Le 29 décembre 2014, les Yankees échangent Kelley aux Padres de San Diego contre le lanceur droitier des ligues mineures Johnny Barbato.
Sa moyenne de points mérités de 2,45 en 51 manches et un tiers lancées lors de 53 apparitions au monticule en 2015 pour les Padres est de loin sa meilleure en carrière. Il réussit de plus 63 retraits sur des prises, soit en moyenne 11 par 9 manches lancées alors qu'il en obtenait 12 pour la même période deux ans plus tôt chez les Yankees. Son ratio de buts-sur-balles par retrait sur des prises (4,2) est son plus élevé en carrière.

### Nationals de Washington
Le 11 décembre 2015, Kelley signe un contrat de 15 millions de dollars pour 3 saisons avec les Nationals de Washington.